# 下布雷尼亚
下布雷尼亚（西班牙語：Breña Baja），是西班牙加那利群岛圣克鲁斯-德特内里费省的一个市镇，位于拉帕尔马岛的东部。总面积14.2平方公里，总人口5498人（2018年），人口密度390人/平方公里。

## 地名
在西班牙语中，意为灌木丛生的地方，或者指粗糙不平的地面。这可能是西班牙征服者初次来到拉帕尔马岛的这片土地时，根据其植被特点将其命名。意为低处的。

## 人口
| 下布雷尼亚             |
|                        |
| 来源：加那利群岛统计局 |

## 图集

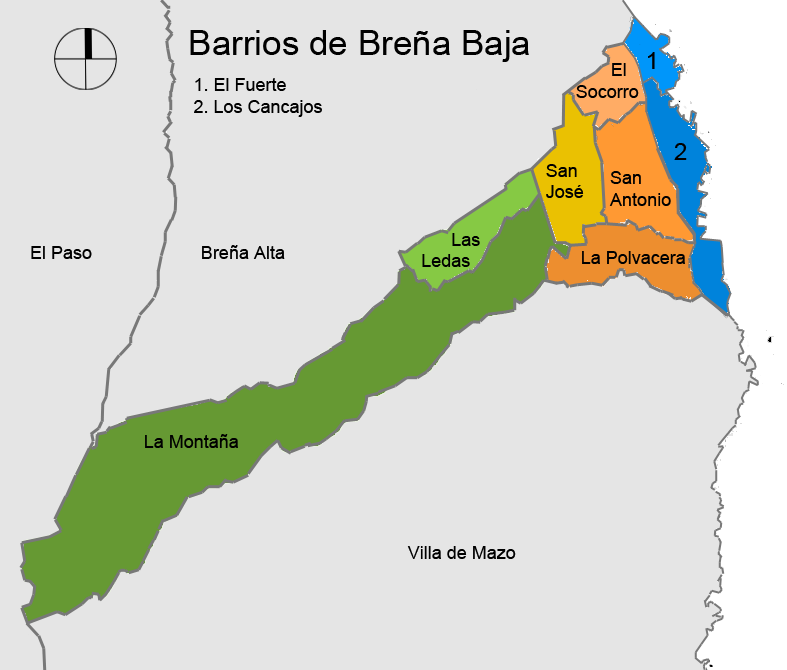
行政区划
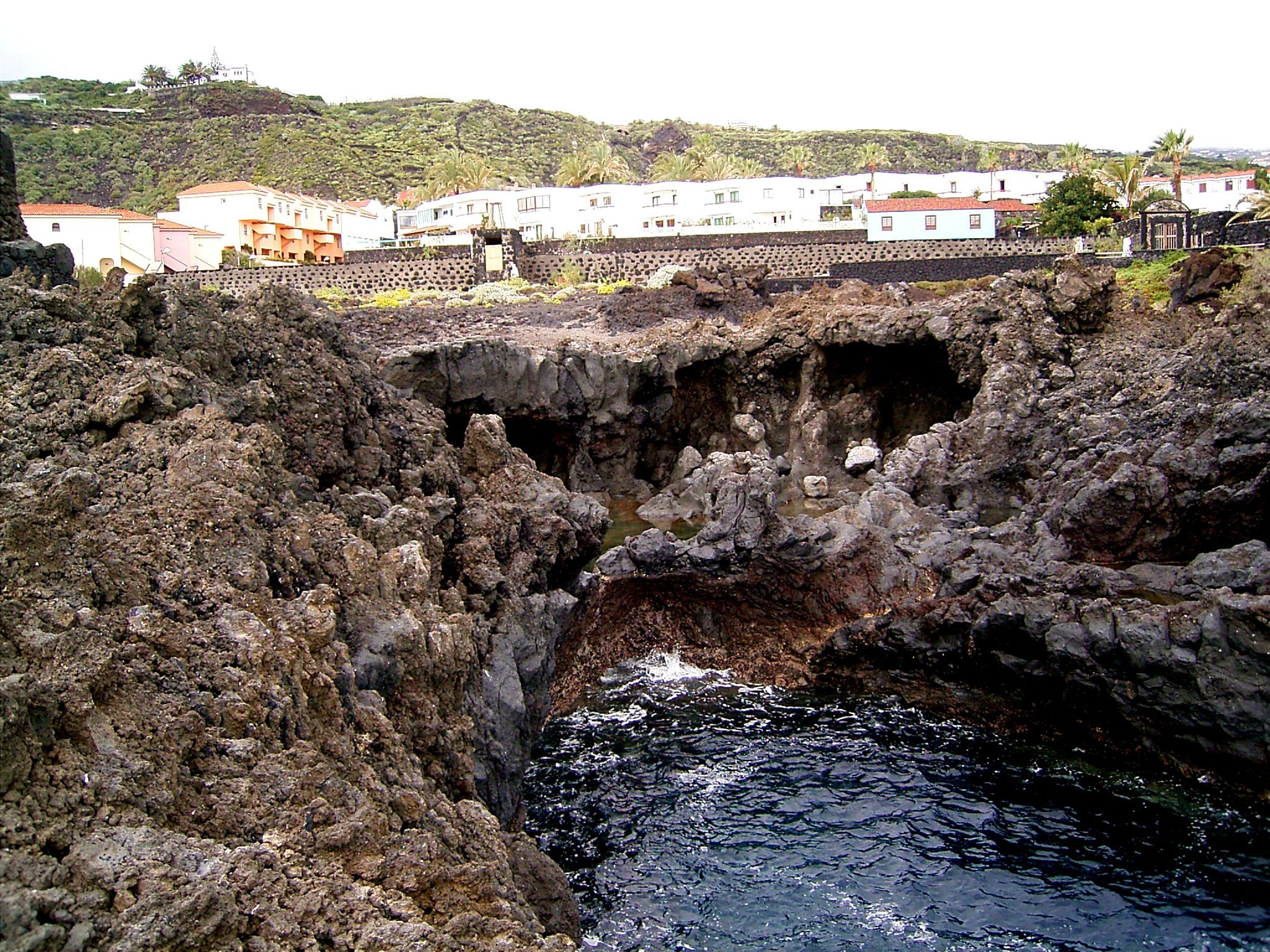
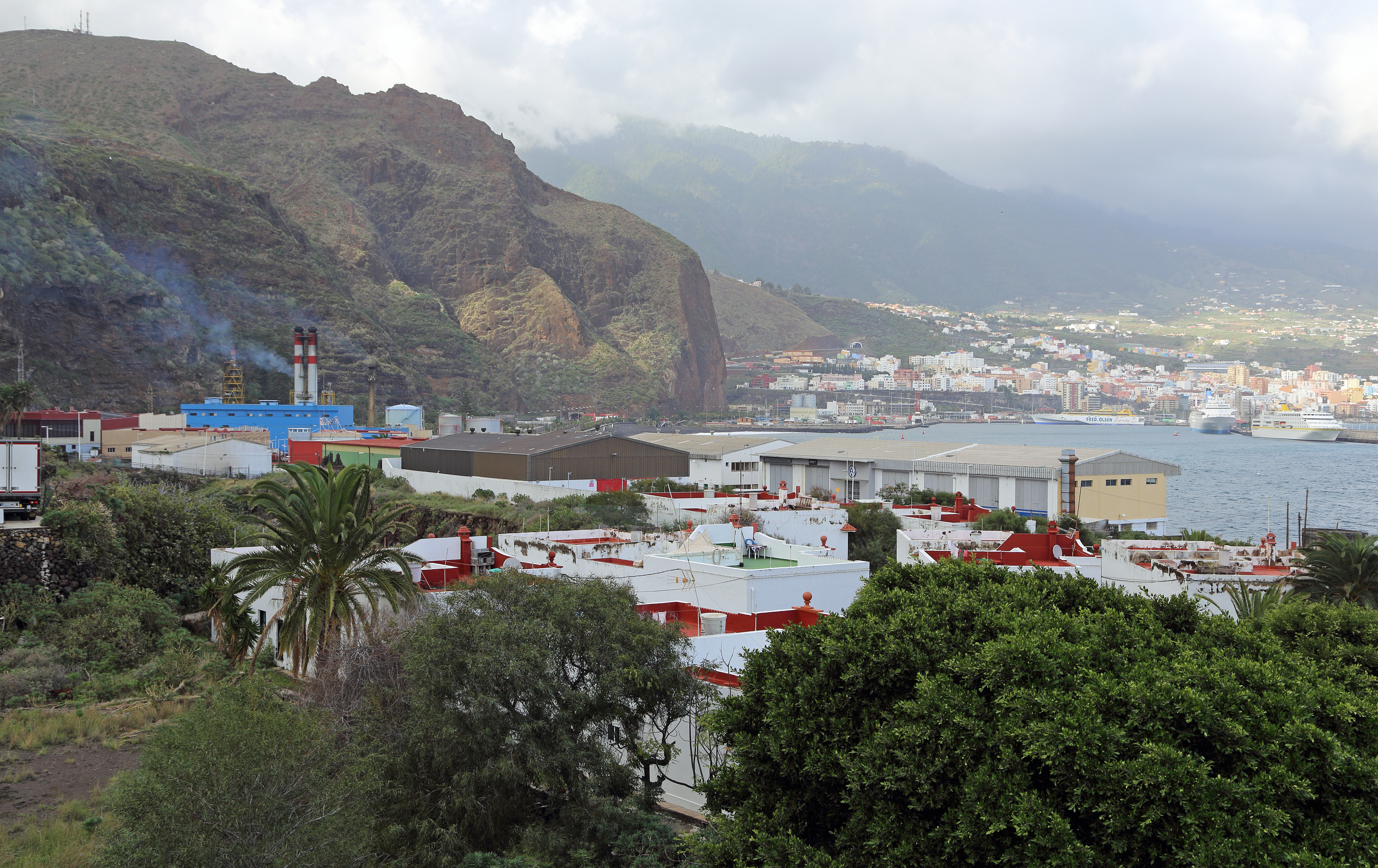
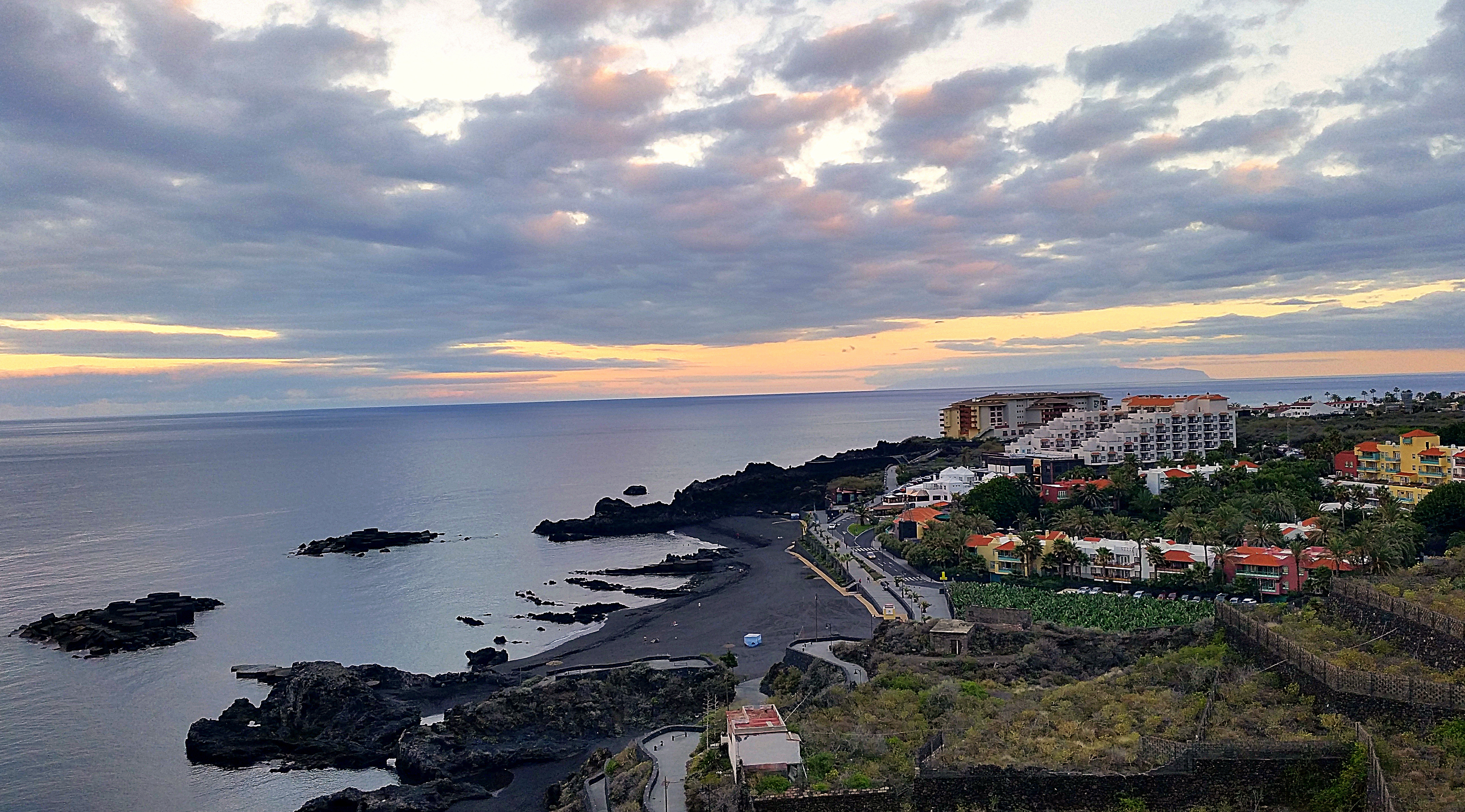
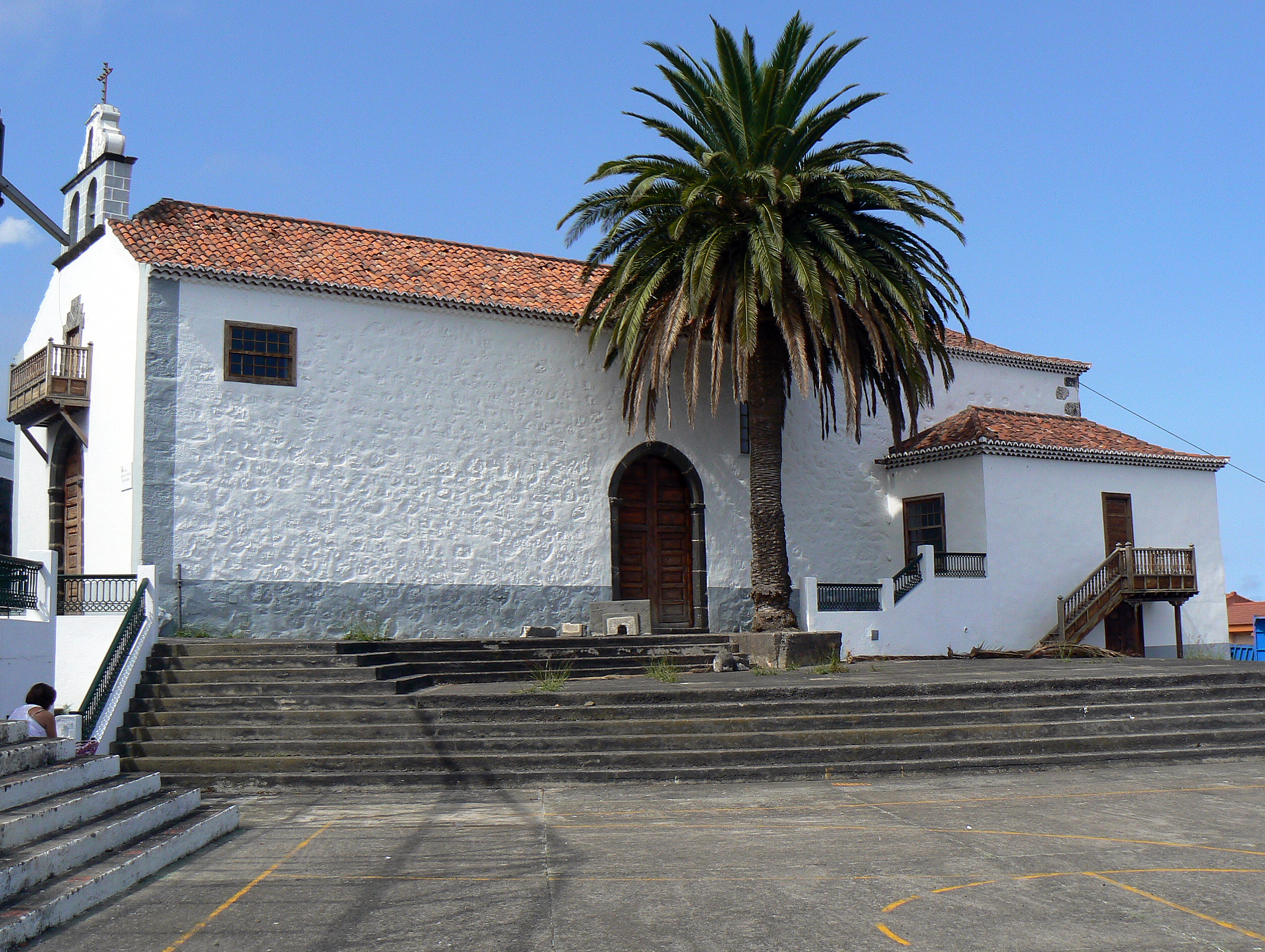
教堂